# Lotus Eclat
Lotus Type 76 і Type 84 — передньомоторне, задньопривідне купе, що випускалося компанією Lotus Cars з 1974 по 1982 рік. Eclat базується на шасі Lotus Elite, але має кузов типу fastback, що дозволило збільшити місткість багажника. Eclat серії 1 (1974—1980) мав 2-х літровий 160-сильний двигун Lotus 907. Пізніше, в 1980—1982 рр. автомобіль стали обладнати двигуном Lotus 912 об'ємом 2.2 літра, але через жорсткі екологічних норм потужність залишилася в межах 160 к.с. Атмосферна і турбо-версія двигуна Lotus 907 також використовувалися на машинах Lotus Esprit.